# Pezcore
Pezcore è il primo album completo del gruppo ska punk statunitense Less Than Jake, originariamente pubblicato dalla Dill Records nel 1995. L'album è stato successivamente ripubblicato della Asian Man, senza due tracce presenti nella prima edizione (Jeffersons e Laverne and Shirley).
Nel 2002 il gruppo ha pubblicato una versione per festeggiare i dieci anni di esistenza della band. Pubblicato dall'etichetta del batterista Vinnie Fiorello, la Fueled by Ramen, la versione del 2002 è stata completamente remixata e rimasterizzata dalle sessioni originali di registrazione.

## Tracce
1. Liquor Store - 2:44
2. My Very Own Flag - 2:47
3. Johnny Quest Thinks We're Sellouts - 2:55
4. Big - 3:04
5. Shotgun - 2:56
6. Black Coffee - 2:24
7. Throw the Brick - 2:10
8. Growing Up on a Couch - 2:30
9. Blindsided - 2:50
10. Downbeat - 2:10
11. Jen Doesn't Like Me Anymore - 2:55
12. Out of the Crowd - 2:31
13. Robo - 1:33
14. Where in the Hell is Mike Sinkovich? - 2:13
15. Process - 2:39
16. Three Quarts Drunk - 2:05
17. Boomtown - 2:34
18. Short on Ideas - 1:47
19. One Last Cigarette - 4:38
20. Jeffersons (solo nella versione della Dill)
21. Laverne & Shirley (solo nella versione della Dill release only, traccia fantasma in quella della Asian Man)

### Lista tracce della Tenth Anniversary Edition
1. Liquor Store
2. My Very Own Flag
3. Johnny Quest Thinks We're Sellouts
4. Big
5. Shotgun
6. Black Coffee
7. Throw the Brick
8. Growing Up on a Couch
9. Blindsided
10. Downbeat
11. Jen Doesn't Like Me Anymore
12. Out of the Crowd
13. Robo
14. Where in the Hell is Mike Sinkovich?
15. Process
16. Three Quarts Drunk
17. Boomtown
18. Short on Ideas/One Last Cigarette